# Deyme
Deyme település Franciaországban, Haute-Garonne megyében. Lakosainak száma 1412 fő (2022. január 1.). Deyme Pompertuzat, Belberaud, Corronsac, Donneville, Montbrun-Lauragais és Montlaur községekkel határos.

## Népesség
A település népességének változása:
| Lakosok száma | 193  | 430  | 652  | 870  | 915  | 1046 | 1192 | 1236 | 1300 | 1412 |
|               | 1968 | 1982 | 1990 | 2006 | 2013 | 2015 | 2017 | 2019 | 2020 | 2022 |